# Мамонт (мифология)
Ма́монт — мифопоэтический образ, в мифологии народов Сибири и Дальнего Востока очень крупное, часто самое крупное животное, обитающее под землёй, иногда на дне озёр и рек. Под землёй прокладывает себе рогами узкий путь. Может создавать речные русла, делать землетрясения и др. Часто представляется как политерион, чудовище гибридной природы. Главное мифологическое существо нижнего мира в сибирских мифологиях.

## Происхождение образа
Народы Севера часто находили кости мамонта в отложениях на берегах рек. Из них изготовлялись костяные рукояти, трубки и другие изделия.
Предполагается, что с мифологическим персонажем связано название реального мамонта.